# Simon Breitfuss Kammerlander
Simon Breitfuss Kammerlander (* 29. November 1992 in Zams als Simon Breitfuss) ist ein bolivianisch-österreichischer Skirennläufer. Seit 2016 startet er im Weltcup in den Disziplinen Riesenslalom und Slalom. Er nahm je einmal an Weltmeisterschaften und Olympischen Winterspielen teil.

## Biografie
Simon Breitfuss stammt aus St. Leonhard im Pitztal. Sein Vater trainierte jahrelang den Nachwuchs des argentinischen Skiverbandes, weshalb Simon als Kind bereits einige Male nach Südamerika reiste. Für sein Sportstudium wanderte er nach La Paz aus, wo er zufällig mit dem bolivianischen Skiverband in Kontakt kam. In den fast sechs Jahren, die die Verleihung der Staatsbürgerschaft dauerte, fuhr Breitfuss laut eigenen Angaben kaum Ski. Er lebt in den Wintermonaten in seiner Tiroler Heimat und im Sommerhalbjahr in La Paz. Das Training findet saisonabhängig in Chile oder Tirol statt.
Vor seiner Einbürgerung ging Breitfuss ausschließlich in Citizen-Rennen an den Start, wobei er seinen letzten Antritt im Februar 2010 verzeichnete. Am 7. Dezember 2015 startete er erstmals für Bolivien in einem FIS-Riesenslalom und belegte mit über 12 Sekunden Rückstand den 80. Platz. Nach seinem Europacup-Debüt im selben Winter fuhr er im Sommer 2016 im South American Cup. Seine bisher besten Resultate in internationalen Bewerben gelangen ihm am 8. August 2016 im FIS-Riesenslalom am Cerro Catedral und einen Tag später im SA-Cup-Slalom von Antillanca, wo er jeweils einen siebenten Rang belegte.
Am 23. Oktober 2016 gab Breitfuss im Riesenslalom von Sölden sein Weltcup-Debüt. Danach nahm er regelmäßig an Riesenslaloms und Slaloms teil, konnte sich bislang jedoch nie für den zweiten Durchgang qualifizieren. Aufgrund der FIS-Punkte-Regel geht er dabei stets als einer der letzten aus dem Starthaus. Im Februar 2017 nahm er an den Skiweltmeisterschaften in St. Moritz teil. Er vertrat dabei als erster Athlet seit Scott Saunders-Sánchez 1982 Bolivien bei alpinen Skiweltmeisterschaften. Bei den Olympischen Winterspielen in Pyeongchang bestritt er alle fünf Einzelrennen und klassierte sich mit Ausnahme der Kombination, wo er im Slalom ausschied, immer zwischen Platz 30 und 40. Sein 32. Slalomrang markierte sportartenübergreifend das beste Ergebnis eines Bolivianers bei Olympischen Winterspielen.

## Erfolge

### Olympische Spiele
- Pyeongchang 2018: 32. Slalom, 43. Riesenslalom, 45. Super-G, 47. Abfahrt

### Weltmeisterschaften
- St. Moritz 2017: 46. Super-G
- Åre 2019: 40. Super-G, 41. Kombination, 52. Abfahrt

### South American Cup
- Saison 2019: 3. Gesamtwertung, 2. Super-G-Wertung, 3. Kombinationswertung, 4. Abfahrtswertung
- 5 Podestplätze

### Weitere Erfolge
- Sieg bei den serbischen Meisterschaften im Riesenslalom 2017